# Uloborus limbatus
Uloborus limbatus là một loài nhện trong họ Uloboridae.
Loài này thuộc chi Uloborus. Uloborus limbatus được Tord Tamerlan Teodor Thorell miêu tả năm 1895.